# 히가시쿠야쿠쇼마에역
히가시쿠야쿠쇼마에역(일본어: 東区役所前駅)은 일본 홋카이도 삿포로시 히가시구에 위치한 삿포로 시영 지하철의 역이다.

## 역 구조
기타13조키타고도리와 평행하고 히가시 8초메와 시노로도리의 교차로 직하부에 위치한다. 1면 2선의 섬식 승강장이다.
출입구는 총 4곳이 있고 지상으로 연결되는 엘리베이터는 4번 출입구의 통로 중간에 설치되어 있다. 1번 출입구 이외에는 모두 역의 서쪽에 있다. 히가시 구청은 4번 출입구와 가장 가까이에 있다.

### 타는 곳
| 1 | 도호 선 | 삿포로・오도리・후쿠즈미 방면 |
| 2 | 도호 선 | 사카에마치 방면               |

## 이용 현황
삿포로 시 교통국의 조사에 따르면 2015년도 1일 평균 승차 인원은 9,023명이다.
최근 1일 평균 승차 인원의 추이는 다음과 같다.
| 연도 | 1일 평균 승차 인원 |
| ---- | ------------------ |
| 2003 | 7,882              |
| 2004 | 7,902              |
| 2005 | 7,962              |
| 2006 | 7,990              |
| 2007 | 7,895              |
| 2008 | 8,060              |
| 2009 | 7,982              |
| 2010 | 8,124              |
| 2011 | 7,979              |
| 2012 | 8,247              |
| 2013 | 8,618              |
| 2014 | 8,813              |
| 2015 | 9,023              |

## 역 주변
역명의 그대로 히가시 구청이 근처에 있다. 또한, 부근은 주택 외 상업 시설과 사립 학교 등이 많다.
- 삿포로 시 히가시 구청
- 히가시 경찰서 기타12조 파출소
- 삿포로 기타9조 우체국
- 미카호 우체국
- 삿포로 시 히가시 보건 센터
- 세레스 레타 삿포로
- 메디컬 센터 미호 시
- JR 생선 시장 기타10조점
- 삿포로 오타니 학원
  - 삿포로 오타니 대학
  - 삿포로 오타니 단기 대학
  - 삿포로 오타니 중・고등학교
  - 삿포로 오타니 유치원
- 삿포로 시립 미카호 중학교
- 삿포로 시립 미카호 초등학교
- 삿포로 시립 나에보 초등학교
- TSUTAYA 기타14조미호시점
- 삿포로 가든 파크
- 아리오 삿포로
- 액터스 스튜디오 본부 학교

## 역사
- 1988년 12월 2일: 사카에마치 ~ 호스이스스키노 역간 개통에 따라 영업 개시.
- 2017년 2월 8일: 스크린도어 사용 개시.

## 사진

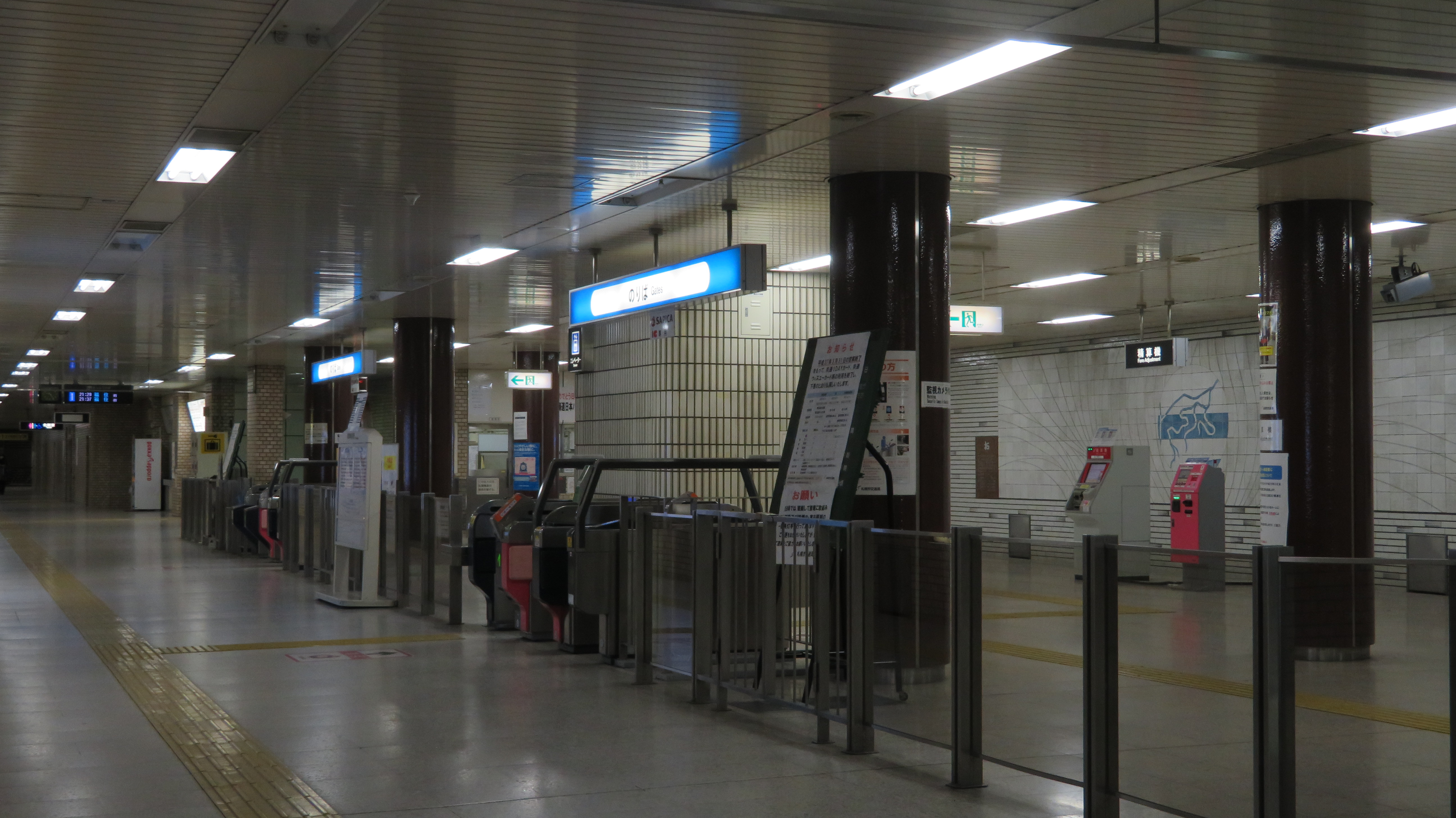
개찰구

## 인접역
| 삿포로 시 교통국 지하철 도호 선    | 삿포로 시 교통국 지하철 도호 선 | 삿포로 시 교통국 지하철 도호 선  |
| ---------------------------------- | ------------------------------- | -------------------------------- |
| H04 간조도리히가시 사카에마치 방면 | ● 도호 선                       | H06 기타13조히가시 후쿠즈미 방면 |